# Kazantsevo
Kazantsevo (Russisch: Казанцево) is een plaats (posjolok) binnen de selskoje poselenieje van Karaoel in het gemeentelijk district Tajmyrski van de Russische kraj Krasnojarsk. De plaats ligt aan de steile rechteroever van de Jenisej, grofweg tussen Oest-Port (± 45 km) en Karaoel (32 km) en telt ongeveer 35 inwoners.
Het kleine dorpje bestaat uit twee rijen houten huisjes, verspreid langs de oever. De inwoners zijn actief in de visserij (bijna allemaal in het bedrijf Bolsjaja medveditsa/"Grote Beer") en de jacht ('s winters; op vis, patrijzen en hazen). De baas van het visbedrijf beheert ook een winkeltje, waar de inwoners inkopen kunnen doen. De kinderen volgen les aan de middelbare school van Oest-Port (internaat).